# 尹勤
尹勤（1世紀—2世紀），东汉时期司空。
尹勤官至太常。汉殇帝延平元年（106年）六月接替陈宠任司空，八月，汉殇帝驾崩，在位只有221天（106年2月13日—9月21日），年龄不足一周岁。大将军邓骘迎汉殇帝伯父清河王刘庆的儿子刘祜为皇帝，即汉安帝。十二月，清河王刘庆去世。永初元年（107年），司空尹勤和宗正护理丧事。四月，汉安帝封尹勤和太傅张禹、太尉徐防和鄧涉兄弟為列侯。因为水雨漂流，九月初二，被策免司空，周章继为司空。